# Lista de espécies do gênero Neogoniolithon
Neogoniolithon Setchell & Mason, 1943  é o nome botânico  de um gênero de algas vermelhas pluricelulares da família Corallinaceae, subfamília Mastophoroideae.
- Atualmente apresenta 39 espécies taxonomicamente válidas:

## Espécies
- Neogoniolithon accretum  (Foslie & M.A. Howe) Setchell & L.R. Mason, 1943
- Neogoniolithon acropetum (Foslie & M.A. Howe) W.H. Adey, 1970
- Neogoniolithon affine (Foslie & M.A. Howe) Setchell & L.R. Mason, 1943
- Neogoniolithon assitum (Foslie) Setchell & Mason, 1943
- Neogoniolithon brassica-florida (Harvey) Setchell & L.R. Mason, 1943
- Neogoniolithon caribaeum (Foslie) W.H. Adey, 1970
- Neogoniolithon ceylonense (Foslie) Adey, 1970
- Neogoniolithon clavacymosum  Adey, Townsend & Boykins, 1882
- Neogoniolithon crassifructum  V. Krishnamurthy & Jayagopal, 1987
- Neogoniolithon desikacharyi  V.Krishnamurthy & Jayagopal, 1987
- Neogoniolithon erosum   (Foslie) Adey, 1970
- Neogoniolithon finitimum   (Foslie) Setchell & Mason, 1943
- Neogoniolithon fosliei   (Heydrich) Setchell & L.R. Mason, 1943
- Neogoniolithon ganesanii   V.Krishnamurthy & Jayagopal, 1987
- Neogoniolithon hirtum   (M. Lemoine) Afonso Carrillo, 1984
- Neogoniolithon krusadii   V.Krishnamurthy & Jayagopal, 1987
- Neogoniolithon mamillare   (Harvey) Setchell & L.R. Mason, 1943
- Neogoniolithon mamillosum   (Hauck) Setchell & L.R. Mason, 1943
- Neogoniolithon martellii   (Sams.) Setchell & Mason, 1943
- Neogoniolithon megalocystum   (Foslie) Setchell & L.R. Mason, 1943
- Neogoniolithon misakiense    (Foslie) Setchell & L.R. Mason, 1943
- Neogoniolithon myriocarpum   (Foslie) Setchell & L.R. Mason, 1943
- Neogoniolithon oblimans    (Heydrich) P.C. Silva, 1996
- Neogoniolithon orotavicum    (Foslie) M. Lemoine ex Afonso Carillo
- Neogoniolithon orthoblastum    (Heydrich) Setchell & Mason, 1943
- Neogoniolithon palkensei    V.Krishnamurthy & Jayagopal, 1987
- Neogoniolithon propinquum    (Foslie) Me. Lemoine, 1966
- Neogoniolithon pudumadamense    V.Krishnamurthy & Jayagopal, 1987
- Neogoniolithon racemosum    (Kützing) Basso & Rodondi, 2006
- Neogoniolithon rhizophorae    (Foslie) Setchell & L.R. Mason, 1943
- Neogoniolithon rugulosum   Adey, Townsend & Boykins, 1982
- Neogoniolithon scabridum   (Foslie) M. Lemoine, 1966
- Neogoniolithon setchellii   (Foslie) Adey, 1970
- Neogoniolithon spectabile   (Foslie) Setchell & L.R. Mason, 1943
- Neogoniolithon strictum   (Foslie) Setchell & L.R. Mason, 1943
- Neogoniolithon tenuicrustaceum   Iryu & Matsuda, 1994
- Neogoniolithon tiruchendurense   V.Krishnamurthy & Jayagopal, 1987
- Neogoniolithon trichotomum   (Heydrich) Setchell & L.R. Mason, 1943
- Neogoniolithon variabile   Zhang Derui & Zhou Jinhua, 1980